# Патрик, Нолан
Нолан Патрик (англ. Nolan Patrick; 19 сентября 1998, Виннипег) — бывший канадский профессиональный хоккеист. Участник драфта НХЛ 2017 года.

## Игровая карьера
До перехода в команду Западной хоккейной лиги «Брандон Уит Кингз» Нолан Патрик набрал 75 очков в 19 играх за команду одной из студенческих лиг Канады «Виннипег Хокс». Половину сезона 2012/2013 Патрик пропустил из-за травмы, и не смотря на это Нолан считался очень перспективным хоккеистом.
Патрик был выбран в первом раунде драфта (под общим четвёртым номером) Западной хоккейной лиги 2013 года командой «Брэндон Уит Кингз». Поначалу он не мог дебютировать за свою новую команду из-за травмы плеча и сыграл всего 3 матча за «Брэндон Уит Кингз» в сезоне 2013/2014. В 2014/2015 он провел первый полноценный сезон в Западной хоккейной лиге, хотя и в нём не обошлось без травм. Период с середины февраля по середину марта 2015 года Нолан пропустил из-за травмы верхней части тела, в общей сложности он пропустил 17 игр того сезона. Тем не менее ему удалось забить 30 голов и набрать 56 очков в 55 играх сезона 2014/2015 и получить Джим Пигготт Мемориал Трофи, который ежегодно вручается лучшему новичку сезона.
В сезоне 2015/2016 Патрик занял пятое место в гонке бомбардиров Западной хоккейной лиги и стал первым игроком «Уит Кингз» с 1977 года, набравшим более 100 очков за сезон. Он сыграл важную роль в завоевании Кубка Эда Чиновета и был признан самым ценным игроком плей-офф ЗХЛ . После окончания сезона выяснилось, что Нолан доигрывал плей-офф с травмой, полученной 24 апреля 2016 года.

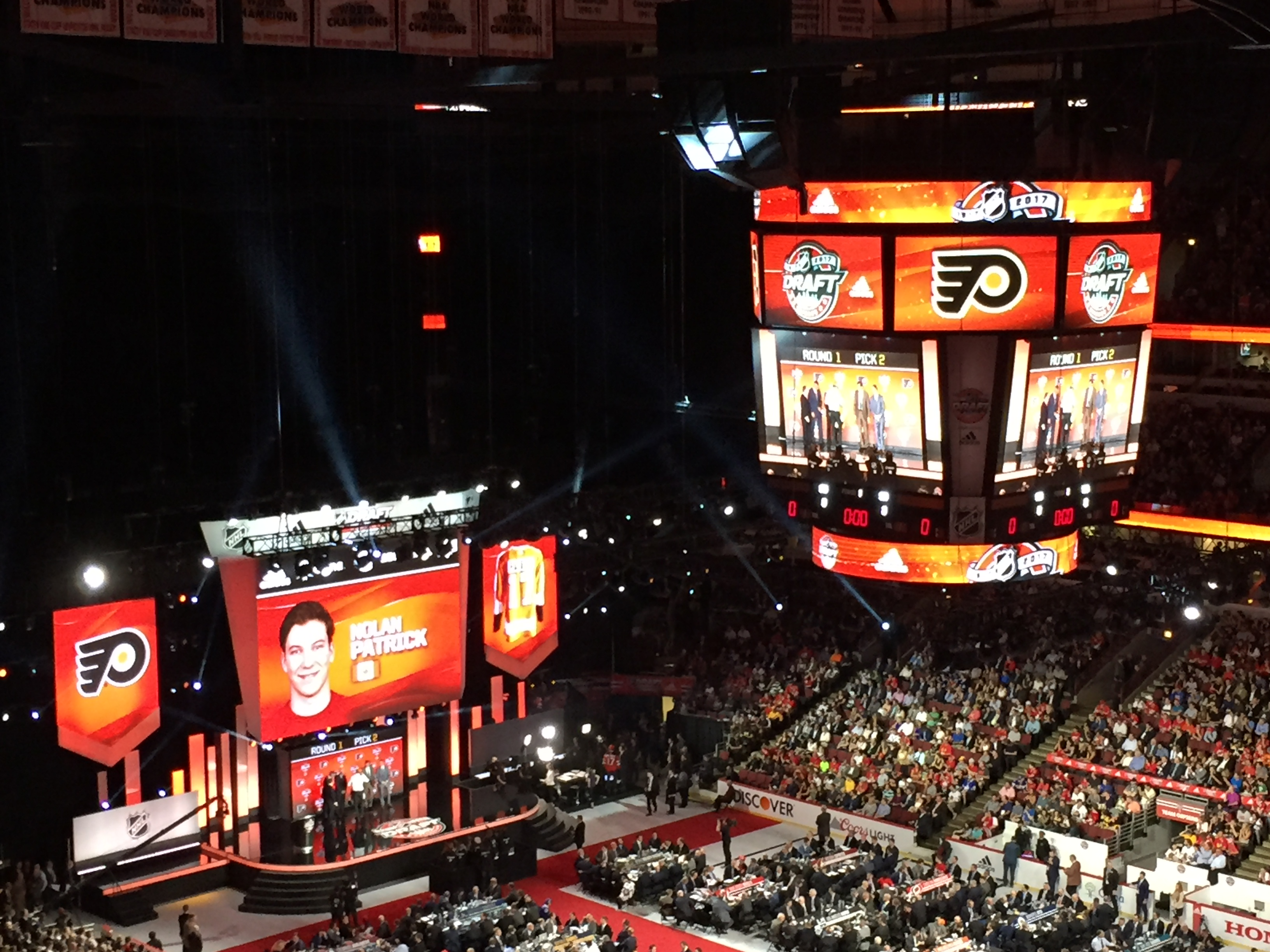
Филадельфия Флайерз выбирает Нолана Патрика на драфте НХЛ 2017 года

Сезон 2016/2017 года Патрик начал в качестве капитана «Уит Кингз». Однако сыграв всего 6 матчей он опять получил травму верхней части тела. Несмотря на то, что было объявлено о его скором восстановлении, он оставался в лазарете до ноября 2016 года. 5 декабря 2016 года Федерация хоккея Канады объявила, что Нолан не сыграет на юниорском чемпионате мира 2017 и соответственно пропустит Чемпионат мира 2017.
Несмотря на то, что Патрик пропустил большую часть регулярного чемпионата ЗХЛ и 4 игры плей-офф, Нолан возглавил рейтинг проспектов драфта НХЛ 2017 года среди игроков из Северной Америки по версии Центрального скаутского бюро НХЛ.
На драфте НХЛ был выбран под общим 2-м номером клубом «Филадельфия Флайерз». 17 июля 2017 года «Филадельфия» заключила с Ноланом Патриком контракт новичка.
4 октября 2017 года Нолан дебютировал в НХЛ в матче против команды «Сан-Хосе Шаркс». Первое очко в НХЛ Патрик набрал в матче против «Анахайм Дакс», отдав голевую передачу на Ивана Проворова в овертайме, благодаря этому «Флайерз» победили 3-2. Первый гол в НХЛ Нолан забил 10 октября 2017 года в ворота команды «Нэшвилл Предаторз». 24 октября 2017 года Патрик получил травму после силового приёма Криса Вагнера из «Анахайм Дакс и пропустил 9 матчей регулярного чемпионата.». Свой первый сезон в НХЛ Патрик закончил с 30 очками в 73 играх.
17 июля 2021 года был обменян в «Вегас Голден Найтс» в результате трёхстороннего обмена. В сезоне 2021/22 сыграл за «Вегас» всего 25 матчей и набрал 7 очков (2+5). Сезон 2022/23 полностью пропустил из-за травмы.
В 2023 году, в возрасте 25 лет, завершил карьеру профессионального хоккеиста из-за постоянных травм и последствий сотрясения головного мозга.

## Статистика
| Легенда | Легенда                    | Легенда | Легенда                   | Легенда | Легенда    |
| ------- | -------------------------- | ------- | ------------------------- | ------- | ---------- |
| И       | Количество проведённых игр | Штр     | Штрафное время            | +/−     | Плюс-минус |
| Г       | Голы                       | П       | Голевые передачи          | О       | Очки       |
| -       | Статистика неизвестна      | —       | Статистика не учитывалась |         |            |